# Craon
Craon ist eine französische Gemeinde mit 4415 Einwohnern (Stand 1. Januar 2022) im Département Mayenne in der Region Pays de la Loire; sie gehört zum Arrondissement Château-Gontier und zum Kanton Château-Gontier. Einwohner der Gemeinde werden Craonnaises genannt.

## Geschichte
Gregor von Tours nennt einen Ort Cracatonnum, vicus der Civitas Andecavorum, als Vorgänger dieser Gemeinde.
Craon war im Mittelalter eine bemerkenswerte Festung, bestehend aus 27 Türmen und 1600 Metern Stadtmauern, die dazu diente, die Grenze Frankreichs zur Bretagne zu sichern. Die Herren von Craon (siehe Craon (Adelsgeschlecht)) gehörten zu den ersten Baronen des Anjou. Im 8. Hugenottenkrieg (1585–1598) wurde Craon von der königlichen Armee belagert, aber von den spanischen Truppen entsetzt, die in der Bretagne gelandet waren.

### Bevölkerungsentwicklung
| Jahr      | 1962 | 1968 | 1975 | 1982 | 1990 | 1999 | 2011 | 2018 |
| Einwohner | 4146 | 4482 | 4661 | 4829 | 4767 | 4659 | 4522 | 4486 |

## Sehenswürdigkeiten
- Schloss Craon, 18. Jahrhundert, gebaut aus weißem Loire-Stein; das Schloss ist umgeben von einem großen Garten im französischen Stil sowie einem Park im englischen Stil von mehr als 40 Hektar.
- Römische Inschrift an einer alten Mauer der Kirche Saint-Clément
- Benediktinerinnenkloster Craon seit 1829
- Galopprennbahn (Flach- und Hindernisrennen)

## Persönlichkeiten
- Anthyme-Denis Cohon, Bischof

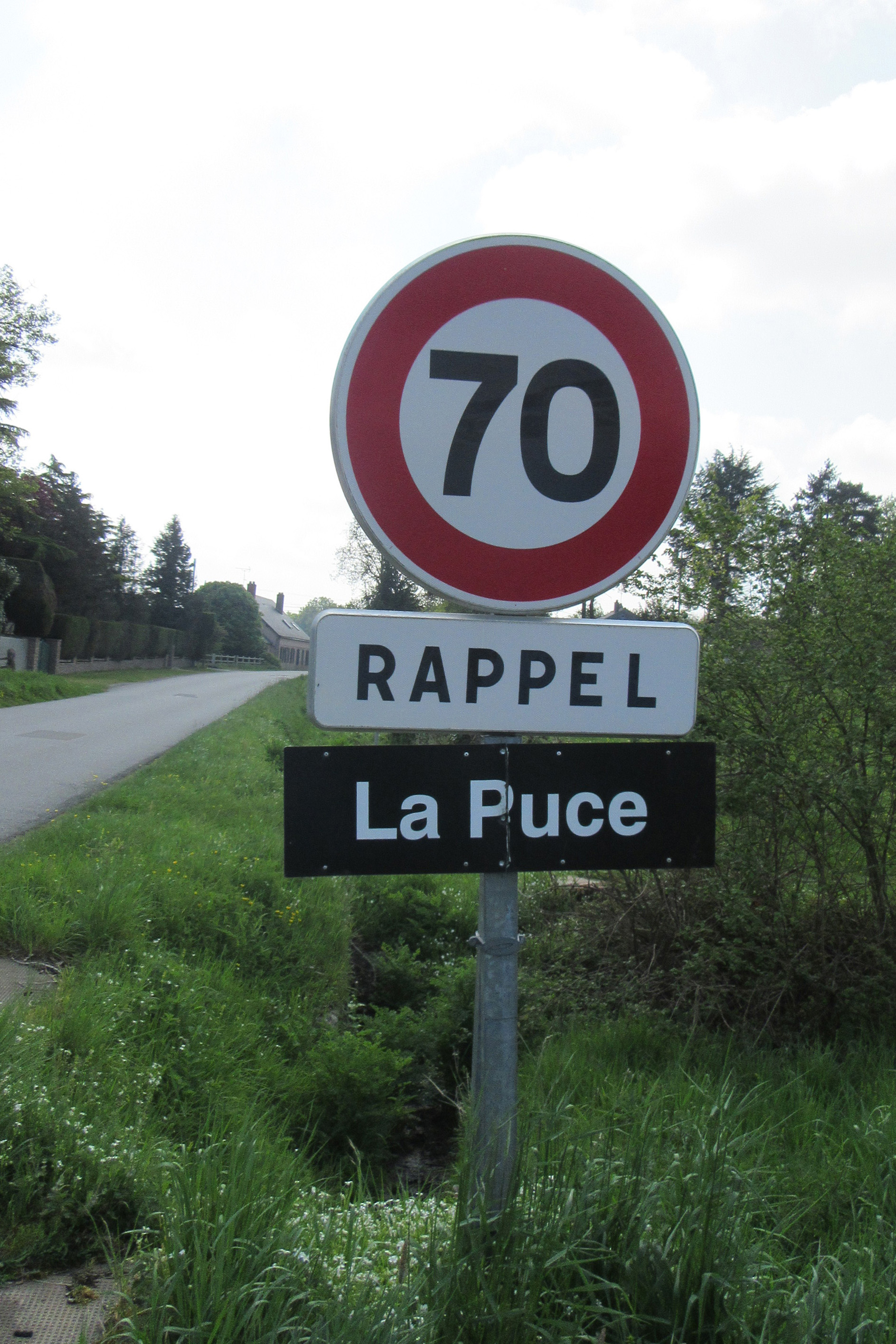
Weiler La Puce

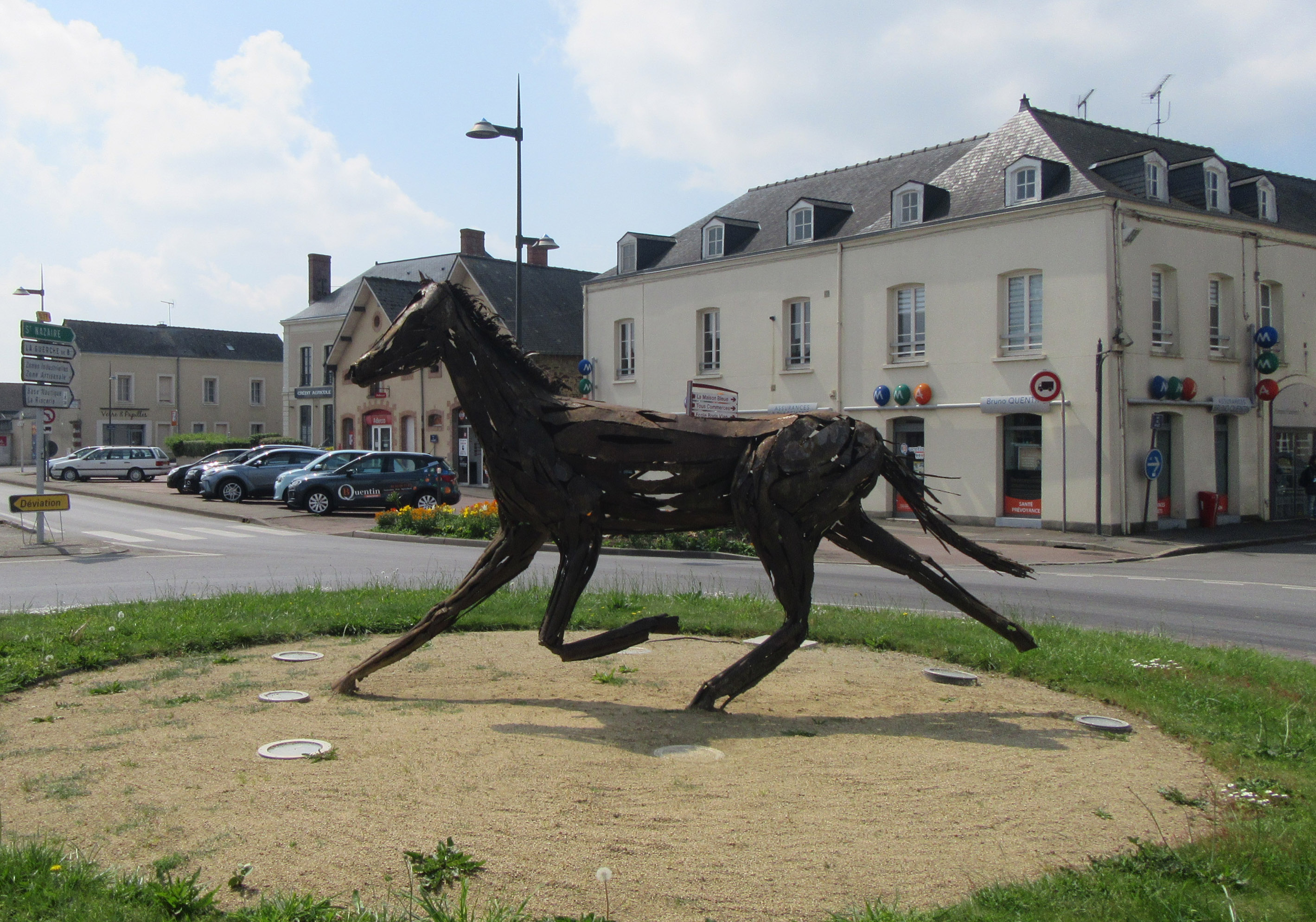
Denkmal an der Kreuzung der Straßen D771 e D22.

- Robert de Craon († 1147), Großmeister des Templerordens
- Louis de Guébriant, Journalist
- Bernard Guyard, Theologe
- Joseph Louis Proust (1754–1826), Chemiker
- Constantin François Volney (1757–1820), Schriftsteller
- Pierre Le Cornu